# 748

سنة 748 كانت سنة كبيسة تبدأ يوم الإثنين (سوف يظهر الرابط التقويم الكامل للعام) حسب التقويم اليولياني، تم استخدام الفئة 748 لهذا العام منذ أوائل العصور الوسطى، عندما أصبح عصر التقويم بعد الميلاد هو الأسلوب السائد في أوروبا لتسمية السنوات.

## مواليد
- دماذ
- مولد شارلمان ملك الفرنجة.

## وفيات
- الإمبراطورة غينشو من اليابان (ولدت 683)
- نصر بن سيار
- سلم بن أحوز
- تميم بن نصر الكناني
- واصل بن عطاء
- لاهز بن قريظ